# Mario Soto
Mario Soto Benavides (Santiago de Chile, 10 juli 1950) is een voormalig profvoetballer uit Chili, die speelde als verdediger. Na zijn actieve loopbaan stapte hij het trainersvak in. Hij was tweemaal Chileens voetballer van het jaar.

## Clubcarrière
Soto won vier landstitels gedurende zijn carrière. Hij speelde in Chili en één seizoen in Brazilië.

## Interlandcarrière
Soto speelde 48 officiële interlands voor Chili in de periode 1975-1985, en scoorde één keer voor de nationale ploeg. Hij maakte zijn debuut in de Copa América-wedstrijd tegen Peru (1-1) op 16 juli 1975 in Santiago de Chile. Soto nam met Chili onder meer deel aan twee edities van de Copa América (1975 en 1979), en het WK voetbal 1982.

## Erelijst
Unión Española
- Primera División de Chile

1975
- Chileens voetballer van het jaar

1976
 Cobreloa
- Primera División de Chile

1980, 1982, 1985
- Chileens voetballer van het jaar

1982